# Сарнув (Підкарпатське воєводство)
Сарнув (пол. Sarnów, нім. Reisheim) — село в Польщі, у гміні Тушув-Народовий Мелецького повіту Підкарпатського воєводства.
Населення — 325 осіб (2011).
У 1975-1998 роках село належало до Ряшівського воєводства.

## Демографія
Демографічна структура станом на 31 березня 2011 року:
|          | Загалом | Допрацездатний вік | Працездатний вік | Постпрацездатний вік |
| -------- | ------- | ------------------ | ---------------- | -------------------- |
| Чоловіки | 172     | 40                 | 119              | 13                   |
| Жінки    | 153     | 37                 | 89               | 27                   |
| Разом    | 325     | 77                 | 208              | 40                   |